# ویروس تی-لنفوتروپیک انسانی
ویروس لنفوتروپیک T انسانی تایپ یک (HTLV-۱) یک رتروویروس RNA دار انسانی است که عامل لوسمی و لنفومای سلول‌های T در بالغین است و ممکن است در بیماری‌های دمیلیناسیون خاصی نیز شرکت کند از جمله:ضعف اسپاستیک موضعی. ژنوم این ویروس دیپلویید است که شامل دو کپی از یک آر ان آی تک رشته‌ای ویروسی است که در بدن میزبان به یک دی ان آی دورشته‌ای کپی شده که با ژنوم سلول میزبان ادغام می‌شود. در این مرحله به ویروس، پروویروس گفته می‌شود. ویروس لنفوتروپیک تی بالغین(ALTV) یک نژاد از این ویروس هاست که عمدتاً بالغین را درگیر می‌کند. ویروس لوسمی بووین (BLV) در ارتباط خیلی نزدیک با این ویروس است.

## اپیدمیولوژی
این ویروس به‌طور شایع در جنوب غربی آمریکا، ژاپن، اوکیناوا، آفریقای مرکزی، ژاپن، جزایر کاراییب وبا شیوع کمتر، در فیلیپین و شمال شرق ایران منتشر است.
ابتلا به این ویروس محدودیت سنی خاصی ندارد ولی با افزایش سن و جنسیت ارتباط دارد حدود ۳ زن به ۱ مرد. این امر شاید به دلیل انتقال جنسی از مردان به زنان باشد.

## راه انتقال
این ویروس در سلول‌های آلوده به‌طور نهفته برای سال‌ها باقی می‌ماند. تماس بی‌واسطهٔ سلول به سلول، نقش مهمی درانتقال ویروس از افراد آلوده دارد چرا که ویروس به مقدار بسیار کمی به صورت آزاد وجود دارد بنابراین خطر انتقال آن در مقایسه با ویروس ایدز که  انتقال آن حتی بدون وجود سلول زنده میسر می‌شود کمتراست. انتقال حداقل به ۳ طریق ایجاد می‌شود
1. از مادر به فرزند به خصوص با شیردادن با ریسک ۲۰ ٪
2. تماس جنسی به‌طور شایع از مرد به زن
3. از طریق خون مانند تزریق خون آلوده۴۰–۶۰ ٪ یا سوزن آلوده به ویروس.

## تشخیص
متداولترین روش برای غربالگری عفونت، متکی بر شناسایی آنتی بادی‌ها در سرم یا پلاسما با روش الایزا. اما این روش‌ها فقط قادرند که برخورد ویروس را در گذشته معین کنند. در روش الایزا ممکن است نتایج به‌طور کاذب مثبت شوند که باید با روش‌های اختصاصی تر مانند وسترن بلات، ایمنوفلورسانس یا واکنش زنجیرهٔ پلی‌مراز تأیید شوند. روش‌های الایزا و واکنش زنجیرهٔ پلی‌مراز در تفکیک انواع HTLV به وسیله شناسایی پپتیدهای خاص ساخته شده توسط ویروس بکار برده می‌شود. واکنش زنجیرهٔ پلی‌مراز همچنین در تشخیص نتایج مثبت کاذب ناشی از ورود آنتی‌بادی‌های مادری به جریان خون نوزاد مفید است.
با استفاده از واکنش زنجیرهٔ پلی‌مراز می‌توان تعداد ویروس را در بدن با استفاده از شمارش تعداد کپی‌های DNA ویروس اندازه‌گیری کرد تعداد کپی‌های DNA یک شاخص مهم جهت تعیین پیشرفت بیماری بخصوص در مبتلایان به میلوپاتی است.

## HTLV-۱
نامِ اختصاریِ ویروس لنفوتروپیک سلول T انسانی نوع ۱ است که (ویروس لنفومای تی بالغین تایپ یک) نیز نامیده می‌شود. این ویروس در انواع زیادی از بیماری‌ها شناسایی شده‌است از جمله:میلوپاتی مرتبط با HTLV-۱، افزایش ابتلا به استرانژیلوییدس استرکورالیس، سرطان ویروسی مرتبط با لوسمی. یک نفر از هر بیست نفر یا یک نفر از هر بیست و پنج نفر آلوده شده با این ویروس، سرطان را به عنوان نتیجه آلودگی با این ویروس نشان می‌دهد.

## HTLV-۲
این ویروس در ارتباط خیلی نزدیک با HTLV-۱ است. این ویروس در حدود ۷۰٪ با HTLV-۱ شباهت ساختار ژنتیکی (هومولوگی) دارد. این ویروس با اختلالات عصبی خفیف تر و عفونت‌های ریوی مزمن مرتبط است.

## HTLV-۳ وHTLV-۴
این ویروس‌ها به تازگی شناسایی شده‌اند. این دو ویروس در سال ۲۰۰۵ در روستاهای کامرون کشف شدند که ظاهراً از میمون‌ها به شکارچیان میمون، از طریق گازگرفتگی یا خراش‌ها منتقل می‌شدند.
- HTLV-۴شبیه ویروس لنفوتروپیک T میمون۳ (stlv-۳) است. نژادهای چندگانه‌ای از آن شناسایی شده‌است. این ویروس در کنار سایر پروتیین‌ها، ژن‌های pol,gag و env را نیز بیان می‌کند.
- HTLV-۴ شبیه هیچ ویروس شناخته شدهٔ دیگری نیست.

به کار بردن این اسامی ممکن است باعث سردرگمی‌هایی شود چون HTLV-۳ نام قدیم ویروس HIV درآثار اولیه دربارهٔ ایدز بوده‌است که امروزه دیگر کاربرد ندارد. همچنین HTLV-۴ برای توصیف HIV-۲ استفاده می‌شده‌است.